# Georg Lang (Maler, 1840)

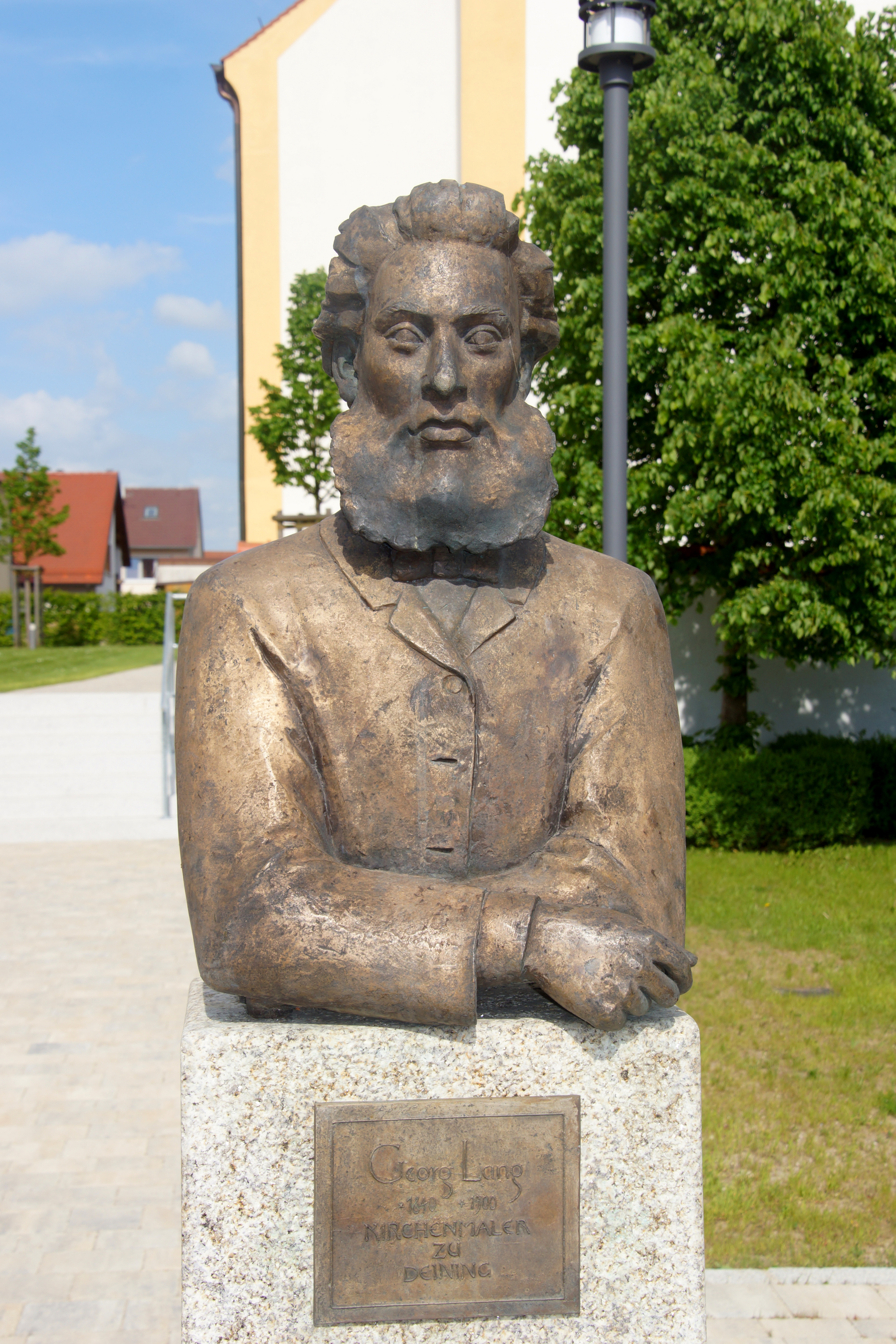
Brunnen mit Büste von Georg Lang vor der Pfarrkirche von Deining

Georg Lang (* 14. März 1840 in Deining; † 25. Mai 1900 in Mittersthal) war ein Kirchenmaler des Nazarener-Stils, der rund um seine Heimat wirkte.

## Leben
Georg Lang wurde unehelich in Deining in der Oberpfalz geboren und hielt sich wahrscheinlich längere Zeit in Wien auf, wo er sich mit dem Nazarener-Stil befasste. Am 11. November 1879 heiratete er die Anna Albrecht, Wirtstochter aus Selingstadt. Als er am 25. Mai 1900 in der Kirche von Mittersthal die Decke neu bemalte, stürzte er vom Gerüst und verstarb. Er wurde am 27. Mai 1900 in Deining beigesetzt. 

## Wirken

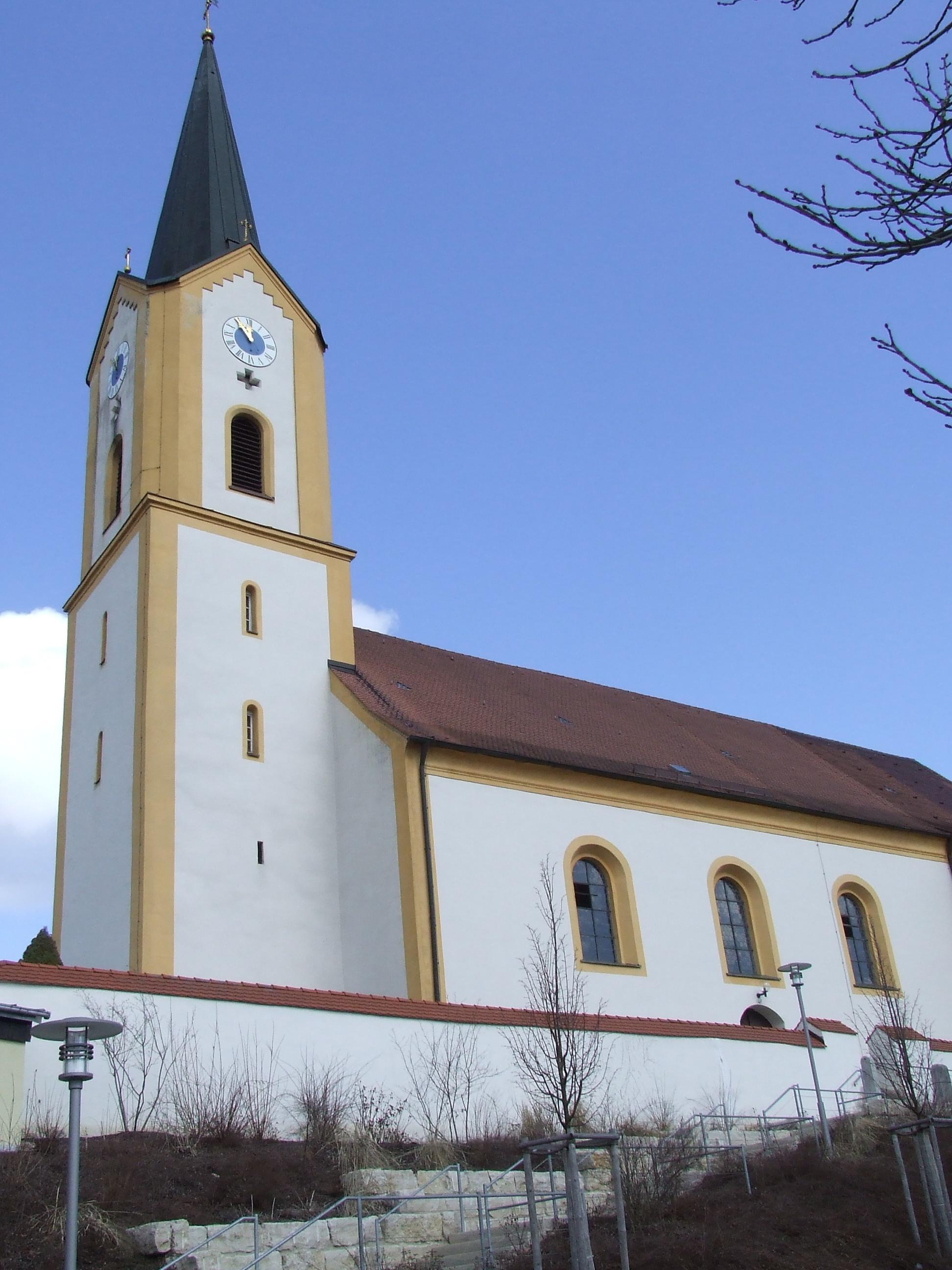
Pfarrkirche St. Willibald in Deining, hier wirkte Georg Lang

Die Deckenfresken, Altargemälde und Kreuzwegbilder von Georg Lang schmücken zahlreiche Kirchen im Umkreis von Neumarkt.  Langs im Stil der Nazarener gemalten Werke entsprachen dem Geist der  Frömmigkeit der damaligen Zeit und stellen diese auch dar: Verklärte Darstellungen des Lebens Jesu in hellen, leuchtenden Farben sowie Gemälde von Heiligen mit frommen, aber ernsten Gesichtern, bekleidet mit langen Gewändern mit markantem, kontrastreichem Faltenwurf. In der Zeit nach dem Zweiten Weltkrieg  waren diese damals als „kitschig“ betrachteten Bilder wenig geachtet und wurden weggeworfen oder gar übermalt. Erst heute beginnt man ihren künstlerischen Wert wieder zu schätzen.
Zu seinem 100. Todestag im Jahr 2000 hat die Gemeinde Deining ihm mit einer Bronzebüste auf dem Rathausplatz ein Denkmal gesetzt. Dadurch sollten seine künstlerische Tätigkeit und sein umfangreiches Werk wieder in das Bewusstsein der Öffentlichkeit gerückt werden.

## Werke
- Kreuzweg und weitere Gemälde in der Deininger Pfarrkirche St. Willibald (unter anderem 1883 Restaurierung der Altäre, 1885 Fertigung eines Seitenaltares)
- Kirche in Mittersthal
- Deckengemälde der Kirche in Laibstadt
- Kuppelfresken in der Freystädter Wallfahrtskirche
- Kreuzwegstationen (1884) und Deckenbild „Martyrium des hl. Andreas“ (1885) der Filialkirche St. Andreas in Kleinalfalterbach
- Altarbilder und Deckenbild der Pfarrkirche St. Peter und Paul in Rögling
- Deckenfresken der katholischen Pfarrkirche von Sulzbürg
- Altarbild der Kirche in Sondersfeld bei Freystadt
- Haupt- und Seitenaltäre in Tauernfeld